# Кенсингтон (Канзас)
Кенсингтон (енгл. Kensington) град је у америчкој савезној држави Канзас.

## Демографија
По попису из 2010. године број становника је 473, што је 56 (-10,6%) становника мање него 2000. године.
| Група             | 2000.       | 2010.       |
| Белци             | 511 (96,6%) | 461 (97,5%) |
| Афроамериканци    | 1 (0,2%)    | 0 (0,0%)    |
| Азијати           | 0 (0,0%)    | 0 (0,0%)    |
| Хиспаноамериканци | 4 (0,8%)    | 1 (0,2%)    |
| Укупно            | 529         | 473         |